# 日邦薬品工業
日邦薬品工業株式会社（にっぽうやくひんこうぎょう）は、東京都渋谷区代々木に本社を置く医薬品メーカーである。
コーポレート・スローガンは「human communication 伝えたい想いがある」。

## 沿革
- 1950年7月 - 西日本薬品株式会社を大阪市旭区赤川町に設立。
- 1951年6月 - 東日本薬品株式会社を東京都中央区日本橋に設立。
- 1955年5月 - 西日本薬品を大阪市東区内淡路町に移転。
- 1963年6月 - 西日本薬品と東日本薬品が合併し、商号を日邦薬品株式会社に変更。大阪本社、東京支社、名古屋出張所、福岡出張所を開設。
- 1965年6月 - 札幌出張所開設。
- 1969年4月 - 商号を日邦薬品工業株式会社に変更。
- 1970年
  - 名古屋、福岡、札幌の各出張所を営業所に変更。
  - 本社を現在地に移転、大阪本社は支社に、東京・大阪の各支社を営業所に変更。翌年、東京営業所を本社に移転。
- 1974年1月 - 漢方製薬株式会社の全株式を取得し、関連会社化。同社は1987年に日邦商事株式会社に社名変更。
- 1980年6月 - 大阪流通センター開設、大阪営業所を同地に移転。
- 1986年3月 - 東京流通センター開設。
- 1992年5月 - 仙台流通センター開設、1998年に仙台営業所と仙台工場を同地に開設。
- 2002年2月 - 福岡流通センターを福岡営業所と同地に開設。
- 2011年2月 - 東海営業所を大阪営業所へ移設。
- 2017年8月 - 名古屋連絡所開設。
- 2018年5月 - 大阪・福岡流通センターを統合し、関西流通センターを開設し集約。

## 商品
- 若甦内服液G【第3類医薬品】（製造販売元：日東薬品工業）
- 若甦内服液Gゼロ【第3類医薬品】（製造販売元：日東薬品工業）
- 若甦ノンカフェ内服液G【第3類医薬品】（製造販売元：日東薬品工業）
- 若甦ノンカフェ内服液Gゼロ【第3類医薬品】（製造販売元：日東薬品工業）
- 若甦温【第3類医薬品】（製造販売元：日東薬品工業）
- 若甦温生姜【第3類医薬品】（製造販売元：日東薬品工業）
- 若甦錠S【第3類医薬品】（製造販売元：日東薬品工業）
- 若甦インペリアル内服液α【第3類医薬品】（製造販売元：日東薬品工業）
- 若甦ロイヤルカプセルα【第2類医薬品】（製造販売元：日東薬品工業）
- 若甦インペリアルソフトカプセルα【第2類医薬品】（製造販売元：日東薬品工業）
- 若甦Eカプセル【第3類医薬品】（製造販売元：日東薬品工業）
- 小児用じゃっこう内服液【指定医薬部外品】（製造販売元：日東薬品工業）
- アスゲン散EX【第2類医薬品】（製造販売元：アスゲン製薬）
- アスゲン錠EX【第2類医薬品】（製造販売元：アスゲン製薬）
- 錠Aアスゲン【第2類医薬品】（製造販売元：アスゲン製薬）
- プロアスゲン｢細粒｣【第2類医薬品】（製造販売元：アスゲン製薬）
- シロップAアスゲンa【第2類医薬品】（製造販売元：アスゲン製薬）